# Guilford Dudley
Guilford Dudley (c. 1535 - 12 de fevereiro de 1554) foi o marido de Joana Grey, nomeada herdeira do Reino da Inglaterra e Reino da Irlanda por seu primo o rei Eduardo VI. Dudley teve uma educação humanista e casou-se com Joana em uma magnífica celebração seis semanas antes da morte do rei em julho de 1553. Depois de seu pai João Dudley, 1.º Duque de Northumberland, ter arrumado a sucessão de Joana, o casal residiu na Torre de Londres. Eles ainda estavam lá quando o regime ruiu, permanecendo em aposentos diferentes como prisioneiros. Os dois foram condenados à morte por alta traição em novembro de 1553. A rainha Maria I estava inclinada a poupar suas vidas, porém a Rebelião de Wyatt contra seu casamento com Filipe da Espanha levou à execução do casal, uma medida que foi amplamente considerada como excessivamente severa.

## Família e Casamento

Brasão da família Dudley

Lorde Guildford Dudley foi o segundo filho mais jovem sobrevivente de João Dudley, 1.º Duque de Northumberland, e sua esposa, Joana Guildford. A linhagem Dudley remonta a uma família chamada Sutton. No início do século XIV eles se tornaram os senhores do Castelo Dudley, de quem Guildford desceu através de seu avô paterno. Este foi Edmundo Dudley, um conselheiro de Henrique VII, que foi executado após a morte de seu mestre real. Através da mãe de seu pai, Isabel Grey, viscondessa Lisle, Guildford descendeu dos heróis da Guerra dos Cem Anos, Ricardo Beauchamp, conde de Warwick e João Talbot, 1º Conde de Shrewsbury.
Os treze filhos de Dudley cresceram em uma casa protestante e desfrutaram de uma educação humanista. Sob o jovem rei Eduardo VI, o pai de Guildford tornou-se Lorde presidente do Conselho e de fato governou a Inglaterra entre 1550 e 1553. O cronista Ricardo Grafton, que o conhecia, descreveu Guildford como "um homem gentil, virtuoso e muito gentil". Em 1552, Northumberland tentou, sem sucesso, arranjar um casamento entre Guildford e Margarida Clifford. Em vez disso, na primavera de 1553, Guildford estava noivo de Joana Grey, de dezesseis anos. Joana Grey e Margarida Clifford eram bisnetas do rei Henrique VII, mas Joana era mais alta na linha de sucessão. Em 25 de maio de 1553, três casamentos foram celebrados no Castelo de Durham, a mansão da cidade do duque de Northumberland. Guildford casou-se com Joana, sua irmã Catarina foi casada com Henrique Hastings, herdeiro do conde de Huntingdon, e outra Catarina, irmã de Joana, casou-se com lorde Henrique Herbert, herdeiro do conde de Pembroke. Era um festival magnífico, com justas, jogos e máscaras. Para o último, duas empresas diferentes haviam sido contratadas, uma masculina e uma feminina. Os embaixadores veneziano e francês eram convidados e havia "um grande número de pessoas comuns...e das mais importantes do reino". Guildford e alguns outros sofreram um ataque de intoxicação alimentar, devido a "um erro cometido por um cozinheiro, que arrancou uma folha por outra".

## De fatorei

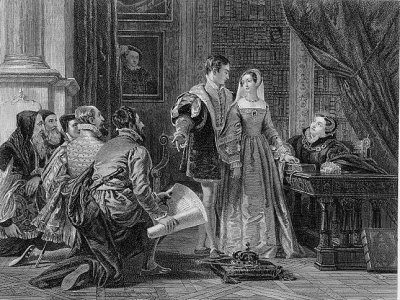
A coroa oferecida a Lady Joana Grey, como imaginada na década de 1820: Guildford e Joana estão no centro

O rei Eduardo VI, em seu "artifício da sucessão", estabeleceu a coroa em sua prima, Joana Grey, uma vez removida, ignorando suas meias-irmãs, Maria e Isabel. Após a morte de Eduardo, em 6 de julho de 1553, o duque de Northumberland empreendeu a execução da vontade do rei. Joana relutou em aceitar a coroa: cedeu após protestos por uma assembléia de nobres, incluindo seus pais e sogros; Guildford entrou em cena com uma abordagem mais encantadora, com "orações e carícias". Em 10 de julho, Joana e Guildford fizeram sua entrada cerimonial na Torre de Londres residindo ali, Guildford queria ser rei; de acordo com seu próprio relato posterior, Joana teve uma longa discussão sobre isso com Guildford, que "concordou que se ele fosse rei, ele o seria por mim, pela Lei do Parlamento". Mas, então, Joana concordaria apenas em torná-lo duque de Clarence; Guildford respondeu que não queria ser duque, mas rei. Quando a duquesa de Northumberland soube do argumento, ficou furiosa e proibiu Guildford de dormir mais com sua esposa. Ela também ordenou que ele deixasse a torre e voltasse para casa, mas Joana insistiu que ele permanecesse na corte ao seu lado.
De acordo com observações posteriores dos embaixadores imperiais, as reuniões diárias do Conselho foram presididas por Guildford, que supostamente também jantou apenas no estado e foi ele próprio abordado em estilo real. Antônio de Noailles, o embaixador francês, descreveu Guildford como "o novo rei". A corte imperial em Bruxelas também acreditava na existência do rei Guildford.

## Prisão
Em 10 de julho, no mesmo dia da proclamação de Joana, chegou a Londres uma carta de Maria Tudor, dizendo que agora era rainha e exigindo a obediência do Conselho. Maria estava reunindo seus apoiadores na Ânglia Oriental; foi decidido entrar em campo contra ela depois de alguma discussão sobre quem deveria ir, no qual Joana se certificou de que seu pai não deveria. Em 19 de julho, poucas horas antes da proclamação da rainha Maria I em Londres, ocorreu o batismo de um dos filhos dos reformados. Joana concordara em ser madrinha e desejava que o nome da criança fosse Guildford. O bispo de Winchester, Estêvão Gardiner, que estava preso na Torre por cinco anos, ficou muito ofendido com esse fato ao saber disso. 
A maioria do Conselho Privado saiu da Torre antes de mudar sua lealdade. Ao tomar consciência da mudança de opinião de seus colegas, o pai de Joana, o duque de Suffolk, abandonou o comando da fortaleza e proclamou Maria I na vizinha Tower Hill. Depois que ele partiu, foi dito à esposa que ela também poderia ir para casa, enquanto Joana, Guildford e a duquesa de Northumberland não tinham permissão. Joana foi posteriormente transferida dos apartamentos reais para os alojamentos do Cavalheiro Gaoler e Guildford foi preso na Torre do Sino. Lá ele foi logo acompanhado por seu irmão, Roberto. Seus irmãos restantes foram presos em outras torres, assim como seu pai, que era a única pessoa proeminente a ir ao cadafalso; Maria estava preparada para poupar a vida de Joana e Guildford. 
Joana e Guildford foram indiciadas em 12 de agosto, e Joana enviou uma carta de explicação à rainha, "pedindo perdão...pelo pecado de que foi acusada, informando sua majestade sobre a verdade dos eventos". Nesse relato, ela se considerava "uma esposa que ama o marido". Em 13 de novembro de 1553, Joana e Guildford foram julgados em Guildhall, juntamente com o arcebispo Cranmer e os irmãos de Guildford, Ambrose e Henrique. Todos foram condenados por alta traição após se declararem culpados. Guildford foi condenado por compelir-se a depor a rainha Maria I enviando tropas para o duque de Northumberland e proclamando e honrando Joana como rainha.

## Execução
O plano da rainha Maria I de se casar com Filipe II da Espanha foi recebido com uma oposição generalizada, não apenas entre a população, mas também entre membros do Parlamento e conselheiros privados. A rebelião de Tomás Wyatt no início de 1554, da qual o duque de Suffolk participou, foi resultado dessa aversão. Não era a intenção dos conspiradores trazer Joana Grey ao trono novamente. No entanto, o governo, no auge da crise militar em torno de 7 de fevereiro, decidiu executar Joana e seu marido, possivelmente por pânico. Foi também uma oportunidade para remover possíveis inspirações para agitações futuras e lembretes indesejados do passado. Incomodou Maria deixar sua prima morrer, mas ela aceitou o conselho do Conselho Privado. O bispo Gardiner pressionou pela execução do jovem casal em um sermão da corte, e o embaixador imperial Simon Renard teve o prazer de informar que "Joana de Suffolk e seu marido devem perder a cabeça". 
Um dia antes de suas execuções, Guildford pediu a Joana uma última reunião, que ela recusou, explicando que "apenas...aumentaria sua miséria e dor, era melhor adiar...pois eles se encontrariam em outro lugar e viveriam em breve por laços indissolúveis". Por volta das dez horas da manhã de 12 de fevereiro, Guildford foi conduzido em direção a Tower Hill, onde "muitos...cavalheiros" esperavam para cumprimentá-lo. Guildford fez um breve discurso para a multidão reunida, como era habitual. "Não tendo pai fantasmagórico com ele", ajoelhou-se, orou e pediu ao povo que orasse por ele", erguendo os olhos e as mãos para Deus muitas vezes". Ele foi morto com um golpe do machado, após o qual seu corpo foi transportado em um carrinho para a Capela Real de São Pedro ad Vincula. Observando a cena de sua janela, Joana exclamou: "Oh, Guildford, Guildford!" Ele foi enterrado na capela com Joana, que estava morta em uma hora. 
As execuções não contribuíram para Maria ou a popularidade do governo. Cinco meses após a morte do casal, João Knox, o famoso reformador escocês, escreveu sobre eles como "inocentes...como por leis justas e testemunhas fiéis, nunca se pode provar que se ofenderam". De Guildford, o cronista Grafton escreveu dez anos depois: "mesmo aqueles que nunca antes da sua execução o viram, com lágrimas lamentáveis lamentam sua morte".